# Reichenbach, Kronach
Reichenbach là một đô thị thuộc huyện Kronach trong bang Bayern của nước Đức.